# 白思華
白思華中將，CB，DSO*，OBE，MC，OStJ，DL[?]（1887年12月26日—1966年1月31日），英國陸軍將領，1941年5月至1942年2月擔任馬來亞陸軍總司令，1942年2月15日因戰敗而率80,000大軍向日本投降，標誌著包括新加坡在內的整個馬來亞半島全境淪陷。
白思華於1914年第一次世界大戰爆發後參軍，於法國參戰，期間因軍功屢獲授勳。戰後，他先後於俄羅斯、愛爾蘭、尼日利亞和馬爾他等地服役，憑藉突出表現獲多番補送到軍事學院深造，並且屢獲擢升，1939年第二次世界大戰爆發後正式晉升為准將。1936年至1938年，白思華擔任馬來亞司令部參謀長，面對日本日漸增加的威脅，他任內展開技術評估，認為日軍最有機會從北面的泰國向南入侵馬來亞，指出有增兵佈防的必要。不過，當他在1941年以中將身份重臨馬來亞出任陸軍總司令的時候，整個馬來亞無論兵力還是物資都相當不足，而且大部份的駐軍更是欠缺經驗和所需的訓練。
1941年12月8日，日軍隨著太平洋戰爭的爆發對馬來亞展開侵略，馬來亞戰役一觸即發。雖然白思華正確估算出日軍由泰國南下的登陸計劃，但卻因為指揮失誤而錯失及早攔截日軍的時機。相反，入侵馬來亞的日本陸軍第25軍裝備充足，而且訓練有素，並在山下奉文中將指揮下長驅直進，分散馬來亞各地的英軍只好邊戰邊退。1942年1月31日，馬來亞半島淪陷，只餘下新加坡仍然由英軍控制。2月8日，日軍進攻新加坡，並且成功登陸，拉開了新加坡戰役的戰幔。戰事持續約一周後，英軍處於劣勢，島上除了大約一半地方落入日軍手上以外，英軍還要面臨食水不足等困境。雖然白思華曾多番否決投降的建議，但最終在2月15日改變決定同意投降。白思華在淪陷後先後以戰俘身份被囚於新加坡、台灣和瀋陽，到1945年8月日本無條件投降後始獲釋放，並且於同年9月先後到日本和菲律賓出席兩地的日本投降儀式。
白思華投降一事遭評為「英國歷史上最嚴重的災難和最大規模的投降」，並大大削弱了英國戰後在馬來亞地區的管治威信。不少評論指責他連番戰略誤判，又欠缺個人魅力和領袖素質，需要為英軍戰敗負上責任。但也有評論指出白思華的其他同僚，以至是英國政府本身也要負上責任，對白思華在戰事中面對的處境和遭遇予以同情。1946年從軍中退休後，白思華在1948年發表《白思華報告書》，內容有指新加坡華人沒有團結抗日，在新加坡引起頗大非議；翌年，他又出版名為《馬來亞戰爭》的回憶錄，但無助於洗脫他在新加坡投降一事所留下的負面形象。白思華晚年曾任遠東戰俘協會終身主席，積極協助戰俘向日本索償，1966年於英國逝世。新加坡福康寧山有小徑白思華路，以為紀念。

## 生平

### 早年生涯
白思華1887年12月26日生於英國英格蘭赫特福德郡班廷福德（Buntingford）附近的阿斯潘登（Aspenden）。他的父親艾爾弗雷德·雷金納·珀西瓦爾（Alfred Reginald Percival）來自北安普敦郡一個有名的家族，並在阿斯潘登任職哈梅爾莊園（Hamel's Park）業權範圍的土地代理人；他的母親伊迪絲·米勒（Edith Miller）則來自蘭開郡一個棉業家庭。白思華有一名胞兄，名叫法蘭克·內維爾·珀西瓦爾（Frank Neville Percival，1887年－1950年），他比白思華早10個月出生，所以兩兄弟的出生年份都同樣正值維多利亞女皇登基金禧紀念，兩人也因此有「禧年雙星」（"Jubilee twins"）的暱稱。
白思華幼年在鄰近位於班吉奧（Bengeo）的地方學校接受教育，1901年升讀拉格比公學。他的兄長也是該校寄宿生，而且學業成績較為傑出；相反，白思華的學業表現普通，雖然他在校內修讀希臘文和拉丁文，但其中一位任教他的老師形容他「不是一名很好的古典學生」。他在體育運動方面的表現也不突出，但就參與木球、網球和越野賽跑，而且還在校內的志願來福槍兵團擔任掌旗軍士。白思華也是揚斯貝里來福槍會（Youngsbury Rifle Club）會員，不過，他在1906年取得高校證書肄業後，卻選擇在翌年加入倫敦經營鐵礦石業務的內勒及班遜有限公司（Naylor, Benzon & Company Limited）任職文員，直到第一次世界大戰在1914年爆發為止。

### 一次大戰
1914年7月28日一次大戰爆發當天，時年26歲的白思華隨即以最初級的二等兵身份加入律師學院軍官訓練兵團（Officer Training Corps），通過五星期的基本訓練後旋即獲擢升為臨時少尉，與他同期接受訓練的同袍當中，有近三分之一後來都在戰時陣亡。白思華於1914年11月已獲擢升為上尉，旋於翌年2月跟隨百福郡軍團旗下新成立的第7（服務）營前赴法國，加入第18（東）師第54旅服役。在1916年7月1日索姆河戰役首天，白思華在戰事中未有受傷；但其後在同年9月，他帶領一連士兵穿過已夷為廢墟的蒂耶普瓦勒村莊，進攻其後方的施瓦本碉堡（Schwaben Redoubt），期間他被榴霰彈彈片炸傷，身上四處地方嚴重受傷，他事後因功獲頒授軍功十字勳章。
1916年10月，被送返英國在醫院療養當中的白思華受任為雅息士軍團的常額上尉，其後又獲原先任職的百福郡軍團委任為臨時少校。1917年，他進一步獲擢升為臨時中校，同時擔任營長一職。1918年初，德國展開春季攻勢，期間白思華負責展開反攻，拯救了一小隊法國砲兵，因此獲得法方頒授英勇十字勳章。1918年5月，他一度暫任第54旅旅長，未幾獲正式擢升為名譽少校和獲英廷頒授傑出服務獎章，當局授勳時更特別對其「指揮能力和戰術知識」予以肯定。憑藉其戰時表現，白思華在一戰完結的時候已被視為一位「十分有效率」的軍人，且獲舉薦入讀坎伯利參謀學院。

### 兩戰之間
一次大戰在1918年結束後，協約國轉而介入俄國內戰，展開北俄戰役，白思華遂於翌年以志願性質參與英軍在北俄的軍事行動，並獲調派到阿爾漢格爾斯克的司令部任職，因此未能按原訂計劃入讀參謀學院。在北俄期間，他曾任皇家燧發槍兵團第45營副營長，期間沿著北德維納河展開戈羅多克（Gorodok）行動，一舉俘獲蘇聯紅軍400人，事後更因軍功獲英廷頒授一枚傑出服務獎章橫條。授勳讚詞對他的行動有以下評價：
|  | 1919年8月9日至10日，他負責指揮戈羅多克縱隊，憑藉無比的英勇和技巧，再加上縱隊的成功，德維納河右岸的部隊得以擒拿所有目標。當敵軍由塞爾曼嘉（Selmenga）對戈羅多克展開反攻，他用兵有度，成功擊退敵軍，使敵軍遭受沉重損失，並留下400俘虜在我方手上。 |

1920年，白思華調往愛爾蘭，著手在英愛戰爭當中對付愛爾蘭共和軍（簡稱IRA）。最初任職連長的他未幾調往南部科克郡金赛尔，出任雅息士軍團第1營情報官。白思華精於收集情報，而且又成立了一支配備單車的「流動縱隊」，其反游擊方面的能力和效率備受肯定。可是，不少來自IRA和其他方面的敵人，例如西科克飛行縱隊首腦湯姆·巴里（Tom Barry）等人，就曾經指責他的手段殘忍，惟有關的單方面指控受到一些歷史學家和白思華同僚的質疑。

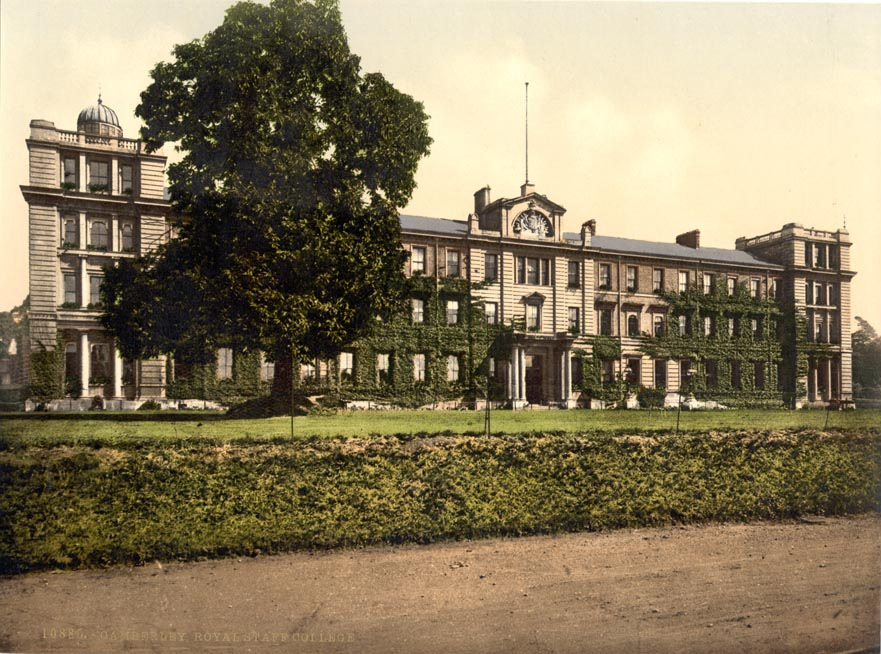
白思華1923年至1924年獲補送到薩里郡的坎伯利參謀學院深造，後來於1931年至1932年返回學院執教

1920年7月，皇家愛爾蘭警隊有警長在班頓（Bandon）一所教堂外遇害身亡，事後白思華成功捉拿涉事的IRA西科克旅旅長湯姆·黑爾斯（Tom Hales）和該旅軍需官派翠克·哈特（Patrick Harte），並因功於1921年獲得英廷頒授OBE勳銜。不過，兩人後來報稱拘留期間遭到毒打和酷刑迫供，其中黑爾斯聲稱自己的腳趾趾甲被人用一雙鉗子拔走；哈特更因為腦部受創，1925年死於一家精神科醫院。雖然如此，這些指控同樣未能得到證實，也為白思華及其同僚所否認；再者，黑爾斯除了缺失的牙齒，身上未有其他明顯傷痕；而根據官方紀錄，哈特的頭部創傷是被捕混亂期間被來福槍槍枝打中造成的。
對白思華甚為痛恨的IRA除了把白思華的部隊稱作「雅息士營酷刑隊」（"Essex Battalion Torture Squad"），又密謀要置他於死地。第一次暗殺計劃由IRA的巴里在班頓主持，但最後因為白思華臨時改變晚飯行程而未能成事；第二次由IRA派出的暗殺隊更於1921年3月遠赴倫敦，但計劃被倫敦警務處及時識破，暗殺隊結果敗走於利物浦街車站。當時身在倫敦的白思華正以專家證人身份出席一個有關於英愛戰爭的研訊，在倫敦期間還獲大衛·勞合·喬治和溫斯頓·邱吉爾等人接見。在愛爾蘭任職數年的白思華，後來曾經主持一系列的講座分享他在當地的經驗，當中他特別強調突擊和進擊行動、情報蒐集、維持保安、以及各保安部隊之間充分合作等各方面的重要性。
1923年至1924年，白思華獲補送到坎伯利參謀學院深造，時任院長是艾蒙德·艾恩賽德爵士（Sir Edmund Ironside），而其中一位任教白思華的教官是J·F·C·富勒；25年後白思華寫成《馬來亞戰爭》（The War in Malaya）一書時，富勒是少有其中一位書評人對該書內容給予具同情心的評價。在校深造期間，白思華的表現令一眾教官留下深刻印象，這使他得以和另外七名學員一同獲挑選考慮予以加速晉升；而白思華在木球活動中的出色表現也獲得同學稱羨。1924年學成離校後，白思華最初獲任命到柴郡軍團出任少校，1925年調往西非加入皇家西非前線部隊旗下的尼日利亞軍團出任參事官，一任四年，1929年獲榮譽晉升為中校。
1930年，白思華又獲送到格林威治皇家海軍學院深造一年，及後於1931年至1932年以二級一般參事官身份返回參謀學院出任教官。時任院長約翰·迪爾爵士（Sir John Dill）在往後超過10年與白思華建立起師徒關係，對白思華這位門生也有所提攜。迪爾視白思華為一位很有潛質的軍官，他曾寫過白思華「擁有出色的才幹，深入的軍事知識，良好的判斷力，而且是一位處事快而準的工作者」；但迪爾同時補充「他的外表總體上不會令人留下深刻的印象，所以很難在初次見到他的時候，就能夠欣賞他的優秀價值」。在迪爾的幫助下，白思華由1932年到1936年獲任命指揮柴郡軍團第2營，最初曾駐守於馬爾他；任內於1935年再一次獲得補送，到帝國國防學院深造。

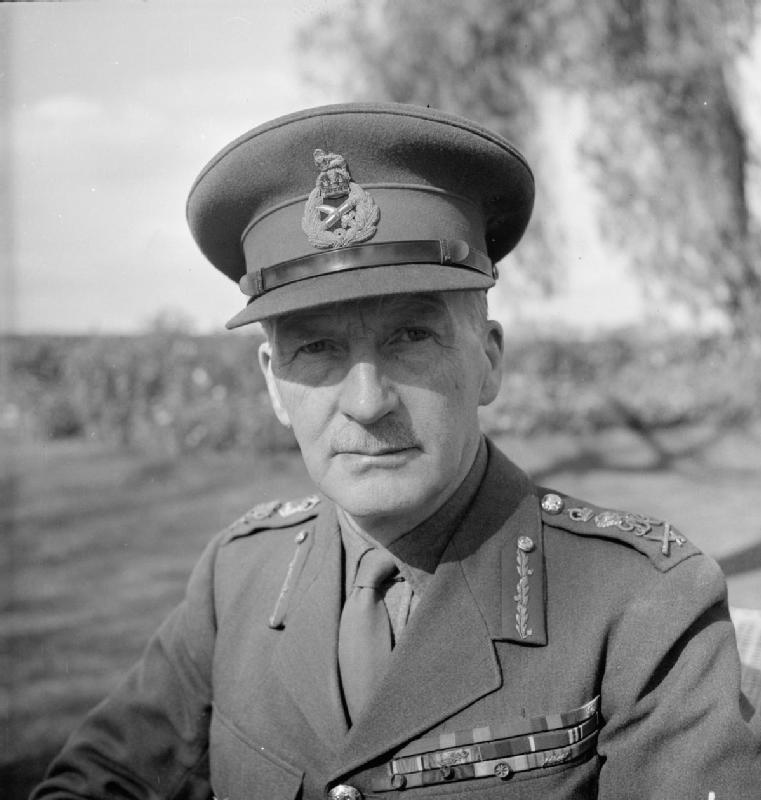
英國陸軍元帥約翰·迪爾爵士（圖）視白思華為他的得意門生

1936年3月，白思華獲正式擢升為上校，同時外調到馬來亞以一級參事官身份擔任時任馬來亞陸軍總司令威廉·卓比少將（Major-General William Dobbie）的參謀長，至1938年為止。任內，卓比曾研究是否需要增加駐軍到馬來亞大陸，以防止日本建立前哨基地進擊新加坡，白思華遂被指派展開技術評估，推測日本最有可能的進攻方法。白思華認為，新加坡已不再是一座自成一角的要塞，日本如要入侵，很有機會在泰國和馬來亞東面海岸登陸，「從後門潛入馬來亞」，並透過奪取飛機場以取得制空權。他推測日方接著會進一步在柔佛登陸，截斷南北聯繫，並在北婆羅乃建立另一個主要基地，以便從當地發動最後一輪針對新加坡東部樟宜地區的海空攻勢，從而迫使英軍投降。白思華結論英軍有必要強化馬來亞地區海陸空三軍駐軍實力，有關評估結果其後於1937年送呈陸軍部考慮，但卻遭到冷待。日本後來於1941年入侵馬來亞和新加坡後，白思華認為情況正好與他當年的評估相近。1938年3月，白思華以臨時性質獲擢升為准將，從馬來亞調返英國本土，於奧爾德肖特司令部轄下參謀部任職。

### 二次大戰

#### 馬來亞陸軍總司令
1939年第二次世界大戰爆發後，白思華獲正式擢升為准將，並跟隨擔任司令的迪爾加入英國遠征部隊旗下第一兵團參謀部任職，其後進一步獲擢升為署任少將。1940年2月，他一度調任第43（威塞克斯）師師長，同年調返陸軍部出任帝國助理總參謀長，但在鄧扣克大撤退後主動請調到前線指揮。此後，他奉調擔任第44（本土郡）步兵師師長，任內花九個月時間強化英格蘭其中62英里（100公里）的海岸線，以免受敵方侵襲。他復於1941年英皇壽辰授勳名單當中獲英廷頒授CB勳銜，對其軍事工作予以肯定。

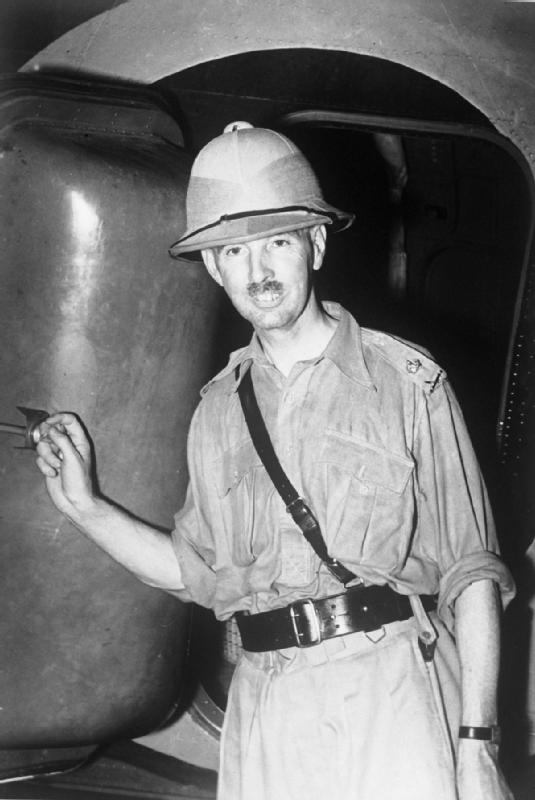
白思華1941年5月抵達新加坡履新，於機場下機時攝

1941年4月，白思華晉升為署理中將，並在迪爾穿針引線下再一次受命返回馬來亞，接替萊昂內爾·龐德爵士（Sir Lionel Bond）出任馬來亞陸軍總司令。白思華自1922年以來未曾有過實戰經驗，1932年至1941年間有九年時間從事參謀工作，擔任軍隊司令的時間少於一年，他也未曾擔任過或以上級別的司令，所以是項任命屬於破格提拔。受任後，他從英國乘搭桑德蘭水上飛機，途經直布羅陀、馬爾他、亞歷山大港（期間因英伊戰爭拖延行程）、巴斯拉、卡拉奇和仰光，再轉乘皇家空軍飛機於1941年5月抵達新加坡履新，全程用了兩個星期。白思華對於任命情緒複雜，嘗言「我明白馬來亞之行要面臨雙重危險，一則如果東方沒有戰事，我將要待在那裡好幾年指揮一支無需作戰的軍隊；二則如果戰事發生，鑑於當地的軍隊和帝國其他偏遠地區的駐軍在戰事初期一樣薄弱，事件將會變得相當棘手。」
針對日本的潛在威脅，英國在兩戰之間對於馬來亞的佈防計劃一直都側重於派遣一支皇家海軍艦隊駐守在新建成的新加坡海軍軍港；至於陸軍的主要角色是負責駐防新加坡本身和柔佛南部。當時距離馬來亞最接近的日本軍事基地遠在1,700英里（2,700公里）之遙，這個佈防計劃最初看似可靠；但二戰在1939年於歐洲首先爆發後，英國忙於應付歐戰；再加上日本進佔法屬印度支那一帶，日軍勢力步步進迫；而《德意日三國同盟條約》在1940年9月締結後，更加添了日本對盟國宣戰的可能，這些因素均使英軍原先以海防為本的防衛難度大增。有見及此，英方在二戰爆發後開始在馬來亞北部及其東邊沿海一帶增建機場，透過加派皇家空軍防衛馬來亞，希望可以拖延時間等候援軍從英國增援。然而，鑑於資源緊絀，皇家空軍只能派駐有限的戰機到馬來亞，當中不少更是一些戰鬥力薄弱的舊式戰機，使得當地空軍不得不依賴商用飛機和志願空軍補充不足；而白思華為了保衛這些空軍設施，卻又把陸軍駐軍分散到半島各地。
在陸軍部署方面，為應付日軍日益嚴峻的威脅，白思華於1941年8月向陸軍部提出以六個步兵師、兩個坦克軍團、並附以反坦克部隊和防空部隊鎮守馬來亞；惟及至1941年12月，陸軍部只能派出四個步兵師守衛馬來亞，也無法應白思華要求派出坦克軍團和輔助部隊。被派駐到馬來亞的陸軍駐兵當中，大部份都欠缺實戰經驗，軍中不少具經驗的印度陸軍軍官又被臨時調回印度協助擴充當地陸軍和組建新單位，所以留下來的印兵都相當資淺，有些印兵甚至沒有見過坦克。駐軍本身還缺乏叢林實戰經驗，但當地不少大型種植場場主卻以擔心影響生產業務為理由，不願意開放種植場作訓練用途，使駐軍進一步失去受訓的機會。面對訓練不足的問題，白思華只好批准發行一本名叫《馬來亞戰術備忘》（Tactical Notes on Malaya）的訓練手冊，並把手冊分發到各個單位要求駐軍上下加以熟讀。白思華又巡視馬來亞半島各地，並支持在馬來亞北部鄰近泰國邊境的吉打日得拉（Jitra）一帶開展防禦工事，但他卻拒絕在馬來亞南部毗鄰新加坡的柔佛、以及在新加坡北岸興建更多的固定防衛設施，新加坡的對出海域更加是沒有雷達覆蓋。儘管如此，戰前媒體為了安穩人心，大多把新加坡描繪成的固若金湯的要塞，甚至於把新加坡譽為「東方直布羅陀」。

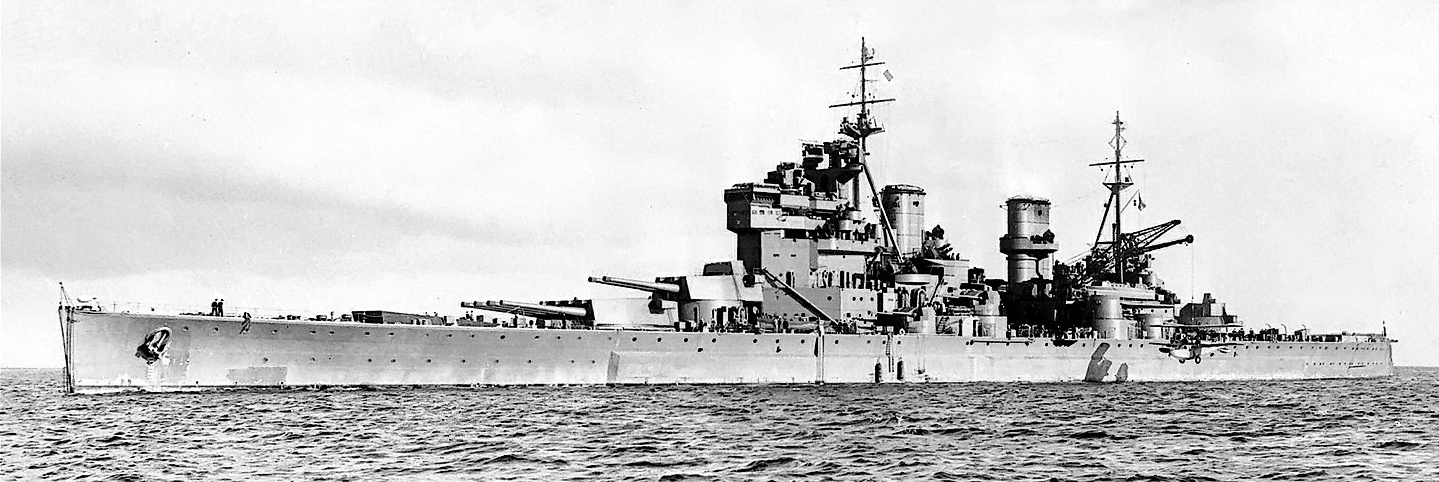
戰列艦「威爾斯親王號」是「Z部隊」的主力艦

另一邊廂，日本於1941年7月佔領印度支那南部後，英國、美國和荷蘭對日本實施經濟制裁，凍結日本的財金資產之餘，又切斷對日本的石油、錫材和橡膠供給，希望透過制裁向日本施加壓力，迫使日本停止對中國的侵略；雖然如此，日本政府卻密謀以武力從歐洲各國手上奪取東南亞的資源，並開始動員日本海軍和陸軍，但日本與西方各國表面上仍然處於互相對峙的冷戰狀態。在這個背景下，戰列艦「威爾斯親王號」和戰鬥巡洋艦「反擊號」在四艘驅逐艦護衛下，終於在1941年12月2日抵達新加坡，並組成「Z部隊」（"Force Z"），使新加坡首次正式有艦隊駐紮。不過，原本計劃一同前來負責提供空中掩護的航空母艦「不屈號」，卻途中於加勒比海擱淺而未能成行。翌日，駐新加坡海軍少將歐內斯特·約翰·斯普納（Rear-Admiral Ernest John Spooner）設晚宴款待新任遠東艦隊總司令海軍上將湯姆·菲利普斯爵士（Admiral Sir Tom Phillips），白思華也有出席，當時的局勢仍未見異樣。

#### 日本入侵
其實早在日軍入侵馬來亞以前，白思華已參與制定好一份代號「鬥牛士行動」（"Operation Matador"）的應變計劃。該計劃假定如果日軍入侵，很可能首選臨近馬來亞邊境的泰國宋卡和北大年登陸，因此英軍有必要在發現日軍船隊行縱後立即啟動行動，及時從馬來亞派兵前往宋卡痛擊準備登陸的日軍。1941年12月6日，英軍有飛機偵測到一支行縱可疑的日軍船隊向馬來亞一方進發，這支船隊載著由山下奉文中將指揮的日本陸軍第25軍，準備對馬來亞發動兩棲作戰攻擊。當時白思華仍未能掌握船隊的真正意圖，但就力主儘快啟動「鬥牛士行動」，惟他的上司時任英軍遠東司令部總司令空軍上將樸芳爵士卻認為日方船艦可能只是駛往印度支那，英軍無需動員，結果錯失啟動行動的良機。事實上，樸芳也一直擔心啟動「鬥牛士行動」會破壞泰國中立，給予日本對英國宣戰的藉口，所以一直對此議而不決。12月7日，英軍再度派出軍機偵測，到入黑後再度發現日方船隊，這時日方船隊已靠近哥打巴魯對開海域，而有關情報要到晚上九時才傳到樸芳，英軍已沒有可能及時派兵趕往日軍登陸點，最終「鬥牛士行動」從未執行而戰爭已經爆發。

1941年12月8日凌晨零時三十分左右，日本陸軍第25軍先頭部隊率先登陸馬來亞東岸的哥打巴魯，馬來亞戰役一觸即發（同日日軍又發動偷襲珍珠港，但因為時差關係珍珠港受襲時間為12月7日）。不過，這批部隊僅為分散英軍注意力，因為日軍主力已一如「鬥牛士行動」所料，在同日清早登陸於泰國東南岸的宋卡和北大年，並迅速越過馬來亞北面邊境南下。同時，日方又派出海軍航空隊於清晨時份空襲新加坡，務求先行破壞新加坡的空軍和海軍設施。12月10日，英海軍「Z部隊」在新加坡以北，即馬來亞彭亨關丹對開海域，與日方的海軍航空隊展開馬來亞海戰，戰事中「威爾斯親王號」和「反擊號」雙雙被日方派出的轟炸機和魚雷轟炸機擊沉，遠東艦隊總司令菲利普斯上將也在戰事中陣亡。同日，白思華向全體守軍發表一項特別通令，試圖激勵軍心，他在通令中表示：
|  | 陸軍總司令在當前的考驗時刻召喚馬來亞司令部上下各級軍員，以堅定和持久的努力捍衛馬來亞及毗鄰的英國屬土。帝國的各雙眼睛正在注視我們，我們在遠東的整體形勢正是岌岌可危。這場可能是曠日持久和嚴酷的鬥爭，但請我們無論發生任何事都能夠一同下決心堅定不移的盡顯我們的價值，不辱重託。 |

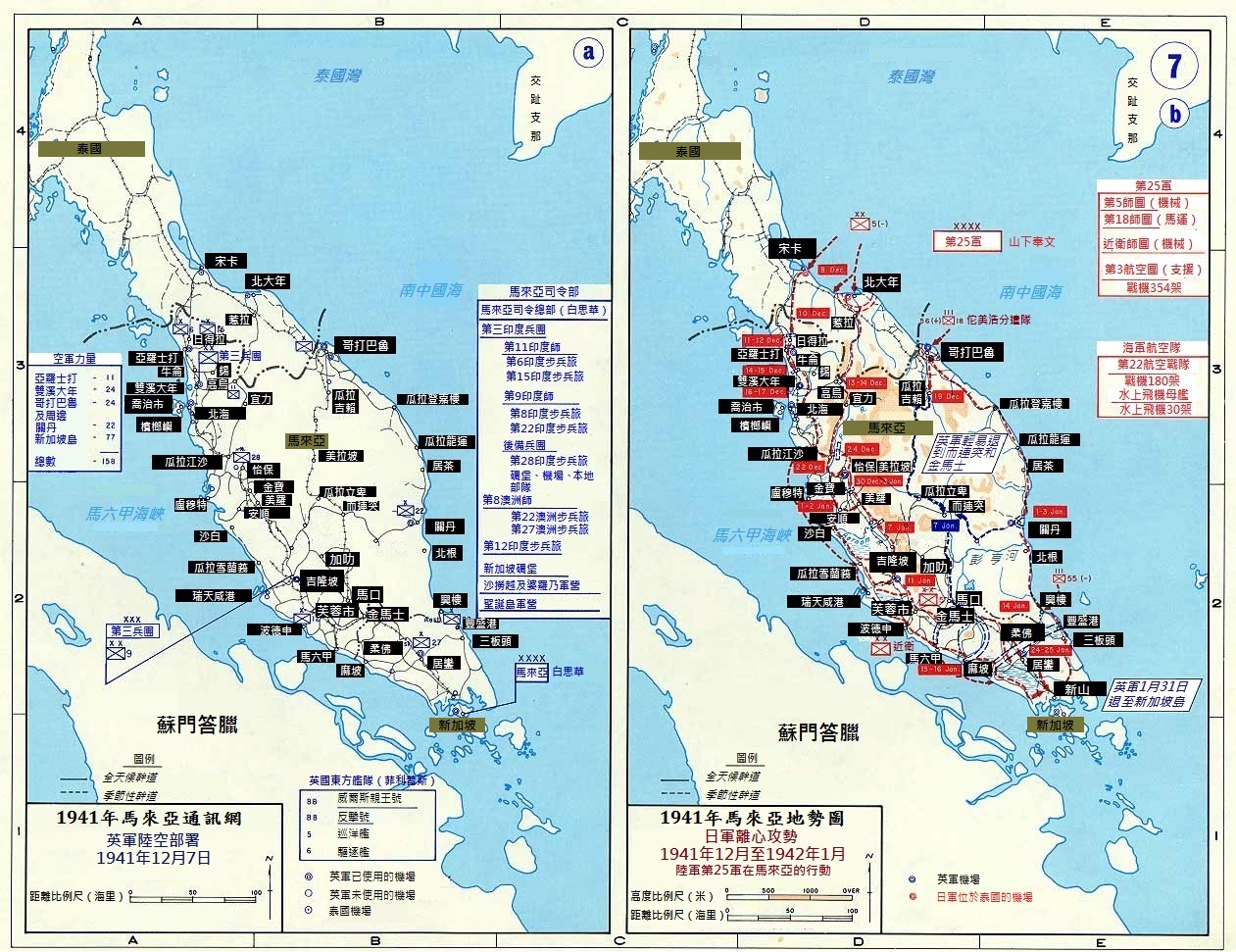
1941年12月7日的英軍部署圖（左）和1941年12月至1942年1月的日軍進攻圖（右）

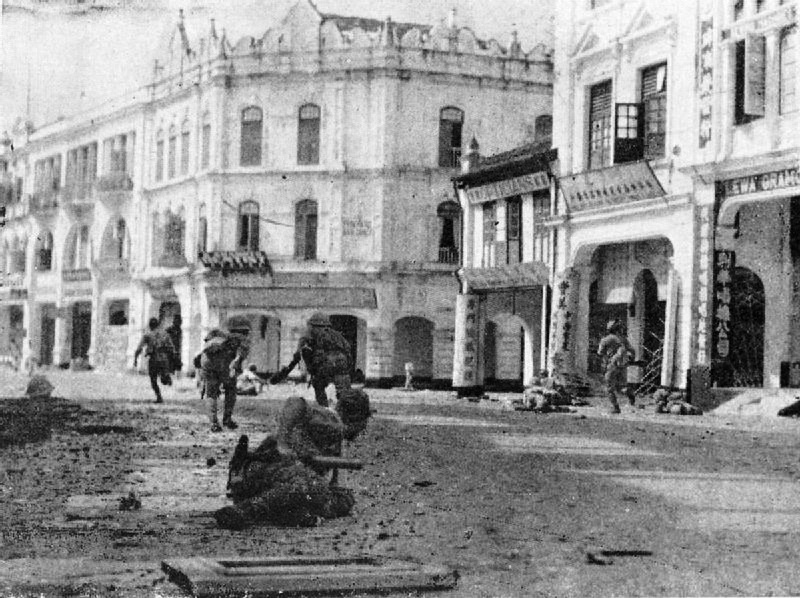
日軍攻入吉隆坡

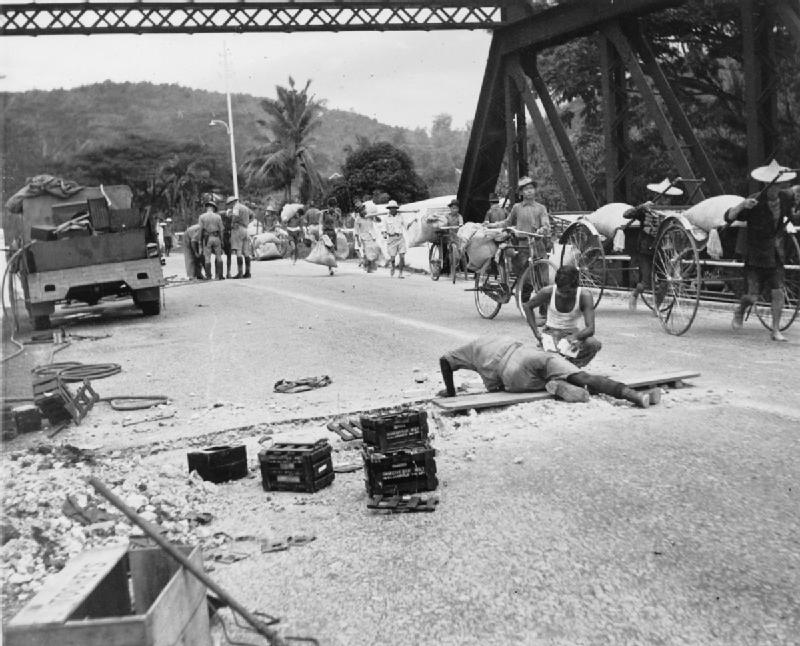
皇家工兵團在馬來亞炸毀一些橋樑試圖阻慢日軍前進

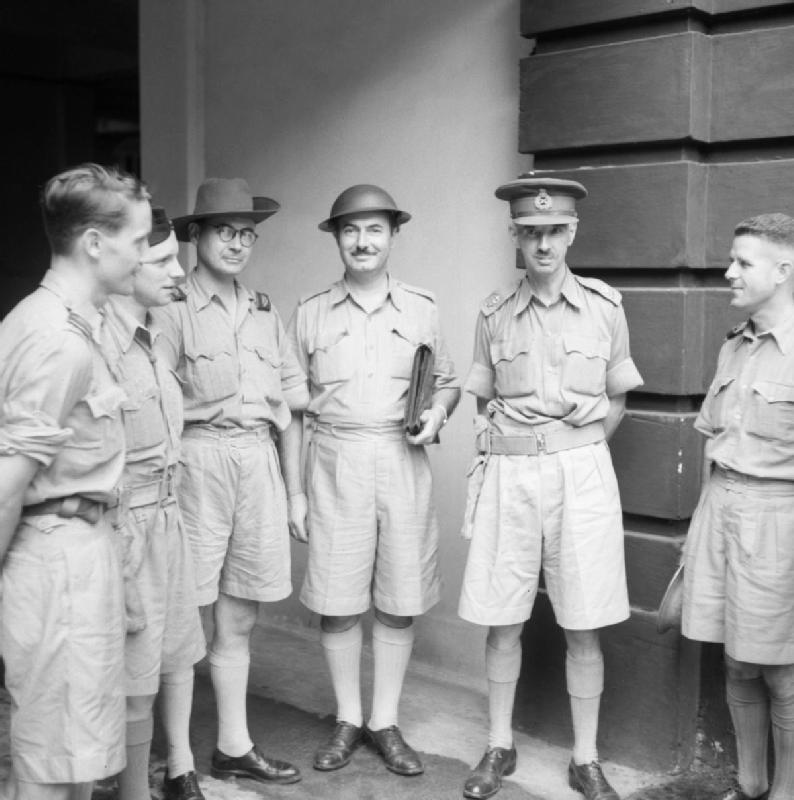
白思華（右二）1942年1月在新加坡接受戰地記者訪問

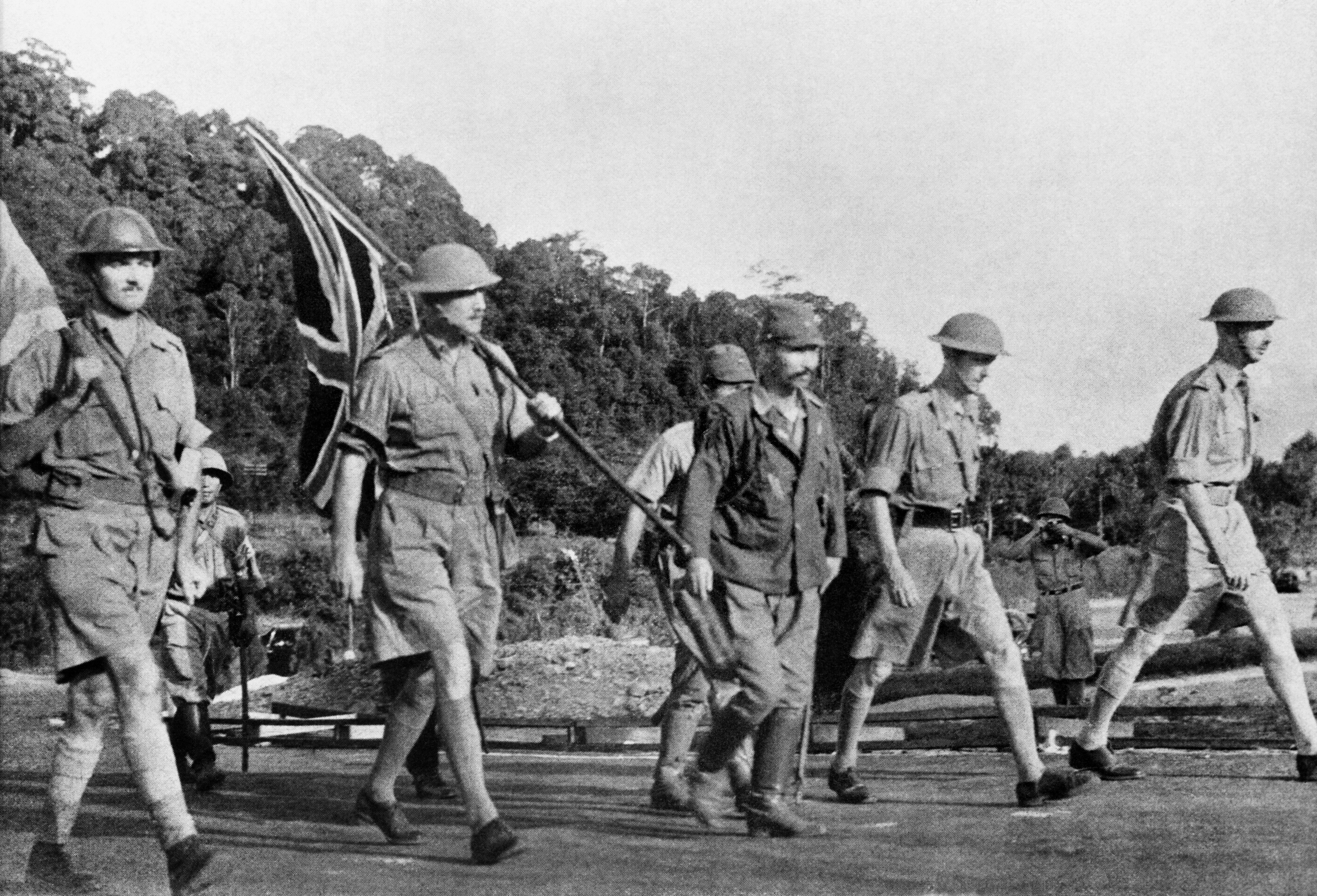
白思華於1942年2月15日率80,000大軍投降，投降談判團隊由白思華（右一）率領徒步前往武吉知馬，擔白旗者為韋德少校（左一）、擔英國國旗者為鈕畢健准將（左二），白思華身旁是陶倫斯准將（右二）

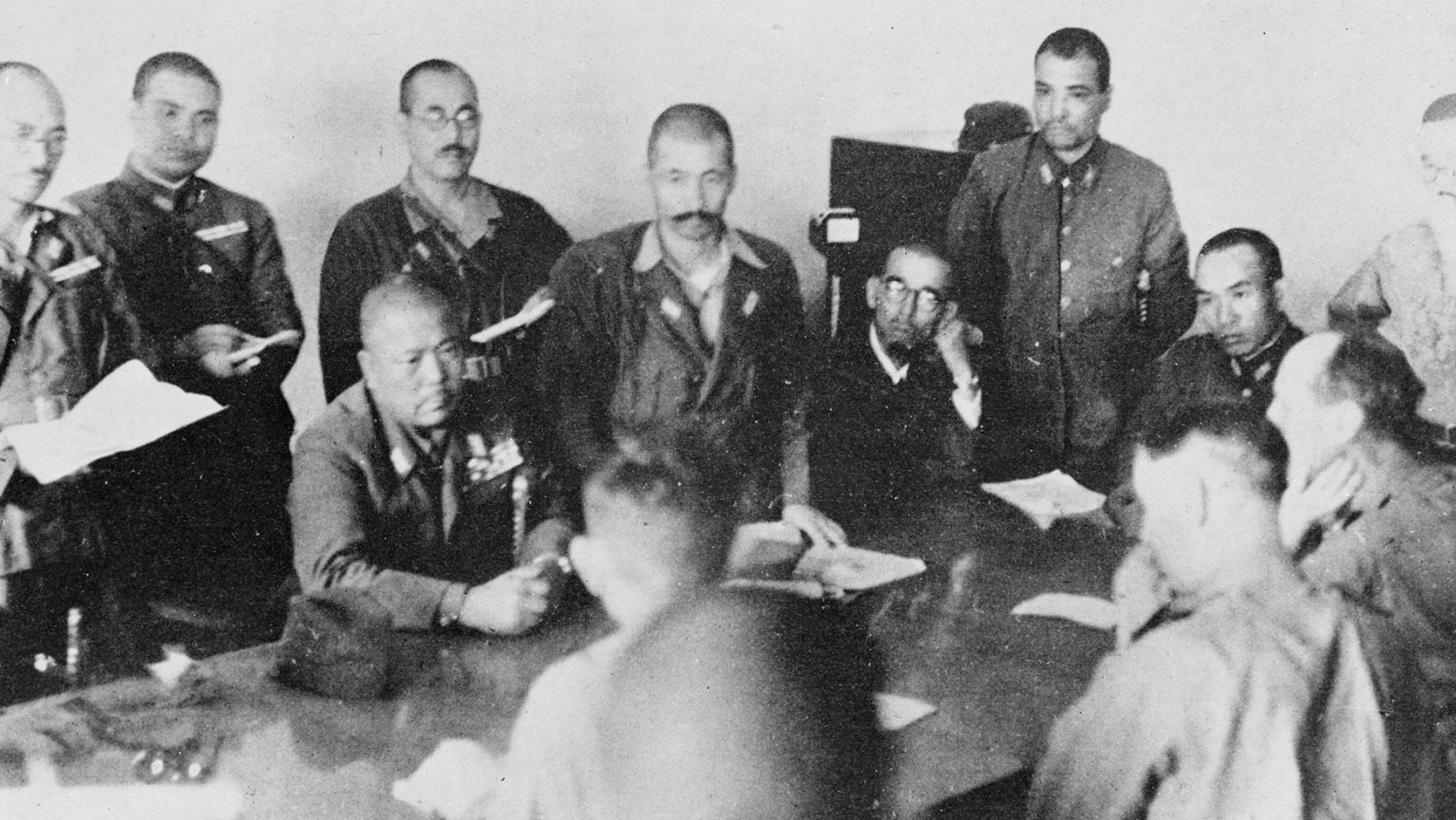
白思華（圖右下角）與日方司令官山下奉文中將（日方前排左一）商討投降安排

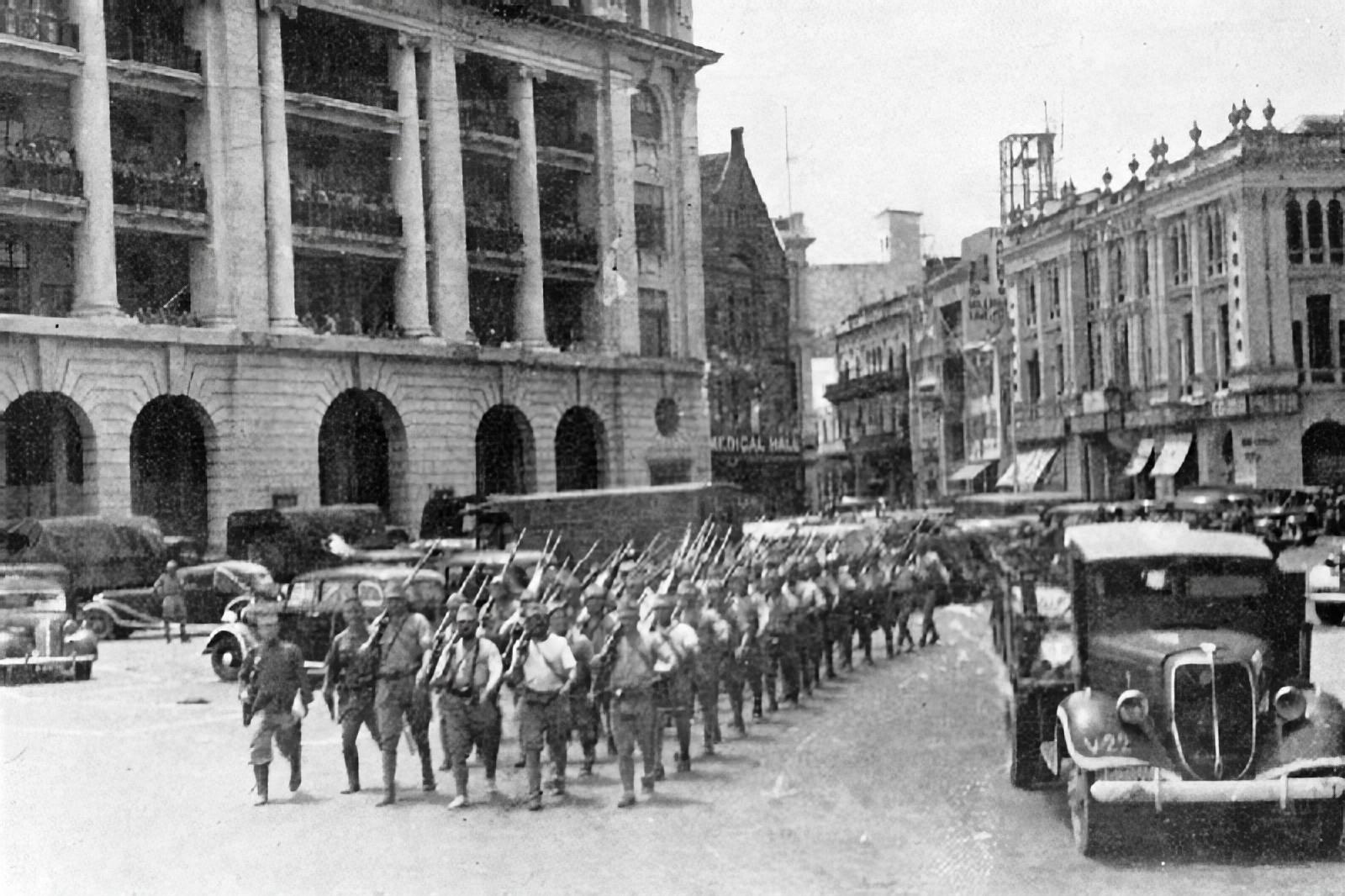
英軍投降後，日軍操進新加坡市中心

然而，日軍在戰事中卻是長驅直進，英軍在邊戰邊退的情況下由皇家工兵團炸毀一些橋樑，但都無法拖慢日軍南下。到1942年1月27日，白思華已不得不放棄馬來亞，命令全體守軍橫渡柔佛海峽並撤退到新加坡本島，集中軍力守住新加坡70英里（110公里）的海岸線，並把連接新加坡和馬來亞的新柔長堤炸出一個缺口以防止日軍前進；惟日軍並不罷休，自1月31日佔領整個馬來亞半島後已立即著手準備進攻新加坡，並成功於2月8日登陸新加坡本島西北角，新加坡戰役的戰幔隨之拉開。英軍原本打算在新加坡島上打持久戰，但抗戰一周都處於下風。
2月13日，白思華於福康寧碉堡的地下心戰室與一眾部將主持司令會議，會上印度第三兵團軍長陸軍中將劉易斯·希思爵士（Lieutenant-General Sir Lewis Heath）建議向日軍投降，並在澳洲第8師師長戈登·本內特少將（Major-General Gordon Bennett）附和下得到一眾部將支持；翌日清早，時任海峽殖民地總督珊頓·湯姆士爵士會見白思華的時候也以新加坡快將用盡食水儲備為理由表達支持立即向日軍投降的看法。不過，有鑑於時任首相邱吉爾和盟軍東南亞最高司令華福將軍在戰事期間多番電令守軍持久反抗至最後一刻，白思華有感於要盡力一戰，於是否決所有投降的建議。但不久以後，隨著戰況進一步惡化，白思華備受壓力下不得不改變主意。2月15日早上九時，他於心戰室主持最後一次司令會議，考慮到日軍實際上已佔領大約半個新加坡，淪陷已是遲早的問題，英軍縱使再組織多一次反攻也不會扭轉敗局；再加上英軍僅餘的彈藥和食水儲備快將在翌日耗盡，白思華終於在會上決定投降。
投降消息傳出後，白思華在日方要求下率領談判團隊徒步前往位於武吉知馬的福特汽車工廠商討投降安排，途中白思華由充任翻譯員的韋德少校（Major Cyril Wild）擔著一支白旗帶領，而白思華的行政官鈕畢健准將（Brigadier Terence Newbigging）則負責擔著一支英國國旗，白思華的參謀官陶倫斯准將（Brigadier Kenneth Torrance）也在團隊之中，整個團隊徒步前往談判場地的過程都被日軍用攝影機拍下。據記載，在場的日本軍官形容白思華看似「蒼白、瘦弱和疲憊」。談判期間，白思華堅持英方投降後保留1,000人繼續配備武裝以維持新加坡的秩序，雙方雖然一度就此出現分歧，但山下奉文最終答應對方要求。根據投降協議，英帝國駐軍須於2月15日下午六時十分解除武裝，以及於晚上八時三十分停止反抗；至此，由太平洋戰爭爆發到馬來亞和新加坡全境陷落，前後僅相距大約10個星期。
一般看法認為，馬來亞和新加坡在整場戰事當中共有138,708名盟軍人員陣亡、被俘和投降，撇除其中50,000名在馬來亞戰役中被俘或陣亡的軍員，結論白思華在新加坡一共率領超過80,000名守軍投降，是為歷史上英軍最大規模的投降。事實上，除了大約15,000名基本部隊，其餘大部份守軍從馬來亞半島撤返新加坡後，都已經疲憊不堪，而且缺乏應有的配備。另一方面，日軍在馬來亞戰役和新加坡戰役分別大約派出70,000人和30,000人參戰，而整場戰事中陣亡和受傷的人數分別僅約3,500人和6,100人。

#### 戰敗分析
新加坡淪陷一事被邱吉爾視作「英國歷史上最嚴重的災難和最大規模的投降」（"the worst disaster and largest capitulation in British history"），而白思華更被指要負上很大責任。白思華雖然在開戰前已準確估算出日軍的入侵計劃，但他未能預早作出適當的部署和備戰工作，也不樂於接受別人的意見，例如他沒有安排游擊隊支援正規部隊，而且只安排基本的正規英軍訓練，未能因應馬來亞獨特的環境作出配合和調整，使得軍心散渙、戰鬥力薄弱。此外，他沒有招募反日情緒高漲的廣大新馬華人當兵保衛馬來亞，結果要到戰事中段，英軍才傖促收編新成立的星華義勇軍。日軍入侵馬來亞後，白思華未能即時破壞機場等重要軍事設施，也未及撤走軍事補給物資和其他有用資源，導致這些資源悉數落入日軍手上。再者，白思華在馬來亞部署的兵力過份分散，以致未能集中火力對抗日軍壓境，守軍被日軍逐一擊破的同時，也無法有效炸毀橋樑和交通設施以阻慢日軍推進。
白思華一直拒絕在柔佛和新加坡北岸興建更多的固定防衛設施，成為英軍戰敗的另一個因素。他在戰前多番否決駐軍總工程師伊萬·西姆森准將（Brigadier Ivan Simson）有關加強防務的建議，理由是「對於軍隊和平民而言——防衛設施有損士氣」（"Defences are bad for morale – for both troops and civilians"）。他未有善用其麾下6,000名工程兵展開防務建設，導致錯失機會強化防務以抵禦後來日軍坦克的進攻。此外，可能出於盡力保衛新加坡海軍軍港，白思華不理盟軍東南亞最高司令華福將軍的建議，堅持重點佈防新加坡的東北岸。他還把守軍分散於島上各處，而且只留下小量部隊作策略性後備支援，這也導致日軍進攻島上西岸的時候，駐守的澳洲第22旅被迫在沒有增援的情況下獨力抵禦猛烈進攻。由於白思華始終相信日軍的主要攻擊目標是新加坡的東北部，所以他拒絕向澳洲第22旅派出增援。
白思華在1918年原先給人們的印象是「一位纖瘦、說話溫和的人......擁有經實證的勇氣和組織能力而聞名」；但到1945年的時候，外界給白思華的評價卻是變得十分負面，甚至於為他辯護的人也形容他「活像濕水爆竹」。新馬淪陷一事大大改變人們對白思華的評價，輿論雖然並不否認他是一位有勇氣和有決心的軍官，但他被指不願冒上丁點風險，處事像一位「參謀人員」（"staff wallah"）多於像一位前線指揮的司令官。他在戰事中過份專注戰略上的宏觀規劃，把前線戰事交由戰地指揮司令自行處理，引致他無法應對瞬息之間的戰局變化。面對日軍入侵，他欠缺所需的冷酷無情和好鬥心，缺乏足夠的決斷力、領導才能、視野和影響力啟迪部下，也未能在一旦形勢逆轉的時候隨機應變，靈活地調兵遣將和執行應急計劃。
戰事期間，英方內部已對白思華有多番不滿，在馬來亞擔任英內閣代表的東方事務駐紮欽差達夫·庫珀（Duff Cooper）曾經向邱吉爾批評白思華不是領袖之材；接替樸芳爵士出任英軍遠東司令部總司令的陸軍中將亨利·波納爾爵士（Lieutenant-General Sir Henry Pownall）認為他是「一位無法激勵部下的領袖、且頗為陰鬱」（"an uninspiring leader and rather gloomy"）；至於其部將戈登·本內特也指他「有頭腦但處事軟弱而躊躇」（"weak and hesitant though brainy"）；《泰晤士報》特約戰地記者伊恩·莫里森（Ian Morrison）甚至批評他是「一名完全負面的人物，沒有精力、沒有色彩、也沒有信念」（"a completely negative person, with no vigour, no colour, and no conviction"）。身高超過六呎配上修長的身材、臉上留著短促的小鬍子、再加上兩隻哨牙和並不上鏡的形象，白思華的外表更輕易地淪為諷刺漫畫家的目標，往往被描繪成「身材高、齙牙和瘦弱」的樣子。無可否認，白思華向來「舉止內斂，說話時常咬到舌尖的他也不善於公開演說」，這些因素都進一步削弱其外表的影響力。
有意見認為白思華部份同僚也須要就新馬淪陷負上一定責任，有傳習慣在軍事會議上睡覺、以及未能為新馬兩地爭取派駐充足戰機的的樸芳更是其中之一。他在戰事前夕對於是否啟動「鬥牛士行動」猶豫不決，結果錯失了啟動行動的重要時機。另一方面，白思華與他的下屬劉易斯·希思爵士和戈登·本內特關係欠佳。其中，白思華出任馬來亞陸軍總司令以前，希思的軍階原本要比白思華高，因此希思並不願意聽命於白思華；至於本內特更被指獨斷獨行，儘管他深得其澳洲部屬信任和支持，但他在新加坡淪陷後自行逃返澳洲，後來一度被澳洲國內輿論所非議。白思華又認為原訂負責執行「鬥牛士行動」的大衛·默里-萊昂少將（Major-General David Murray-Lyon）在日軍登陸後的表現欠佳，其後更於1941年12月24日遭到撤換。但無論如何，欠缺足夠的守備和備戰，伴隨連番的戰略誤判，白思華都要為其部下的不足負上最終責任。
其他評論，例如研究二戰歷史的二戰皇家空軍軍官彼得·威克姆爵士（Sir Peter Wykeham）認為，倫敦決策當局比起任何一位前線英軍司令更需要就新馬淪陷負上責任。理由是英政府一直不願給予當地充份的駐軍，而英政府方面不願因為「鬥牛士行動」破壞泰國中立，也造成樸芳對於是否啟動行動遲遲未有決定，最終導致白思華錯失啟動行動的時機。除此以外，有評倫認為英軍在馬來亞的管治架構重疊、政出多門，使得白思華在協調三軍方面出現困難，而且往往也難以協調當地殖民地民事政府；至於派到當地增援的澳洲帝國部隊，與白思華也出現從屬關係不清的問題。
針對駐軍和物資不足的問題，白思華曾在其著作《馬來亞戰爭》一書中指出，鑑於當時英國的防衛重點是中東和蘇聯，所以「可以拯救新加坡的軍用物資」都被送到兩地，原本希望派給新加坡的300至500架空軍戰機不單止從未兌現，英軍在馬來亞更是連一部坦克都沒有。不過他同時承認英國「在西方正處於生死搏鬥」，因此「儘管令人感到痛苦和遺憾，這個決定是無可避免和正確的」。相比之下，由山下奉文率領的日軍不單配備了超過200部坦克，而且在海軍航空隊配合下取得了制空權；山下奉文的部隊在侵華戰爭期間累積不少實戰經驗，同時也掠奪得充足的物資，實力本已在英軍之上；加上透過隨機應變和運用滲透和包抄等戰術追擊英軍，使得日軍一路順利南下，而且還得以奪取不少機場、船隻和其他物資，加速了英軍的戰敗。
後世有一些歷史學者都對白思華予以同情，例如其生前友人約翰·史密斯爵士（Sir John Smyth）在1971年出版《白思華及新加坡悲劇》（Percival and the Tragedy of Singapore）一書，書中特別強調出白思華在戰事中表現的素質和勇氣；另一學者克利福德·金維格少將（Major-General Clifford Kinvig）也於1996年出版《代罪羔羊：新加坡的白思華將軍》（Scapegoat: General Percival of Singapore），試圖為白思華平反。但是主流意見始終認為，儘管白思華在戰事中要面對諸多不利因素，但他未盡全力，對英軍迅速戰敗要負上部份責任。

### 戰俘和晚年生涯
新加坡淪陷後，白思華最初被囚於樟宜監獄，他與另外七名准將、一名上校、他的副官和伙食軍士一同被安排監禁於一座前已婚監獄職員宿舍內，平日以雙手托腮坐在宿舍外面。他很少與其他人談及自己的感受，每天都花數小時在監獄的大操場踱步，沉思著如果沒有投降事件會怎樣發展。為了整頓獄中紀律，他又重新組織了一個馬來亞司令部，並對獄中同僚委以職務，閒時協助組織以法國戰役為主題的講座打發時間。
1942年8月，白思華連同其他軍階屬於上校以上的高級英國戰俘一同被送離新加坡，他最初被送往台灣，其後又改送到滿洲國，在當地與包括來自美國的盟軍駐菲律賓司令喬納森·溫萊特將軍等極重要的盟軍戰俘一同被囚於奉天（今瀋陽）東北100英里（160公里）黑龍江西安的一所戰俘營內。一直到1945年8月15日日本無條件投降後，白思華等人才得以由美國戰略情報局派出的小組從西安的戰俘營接走。

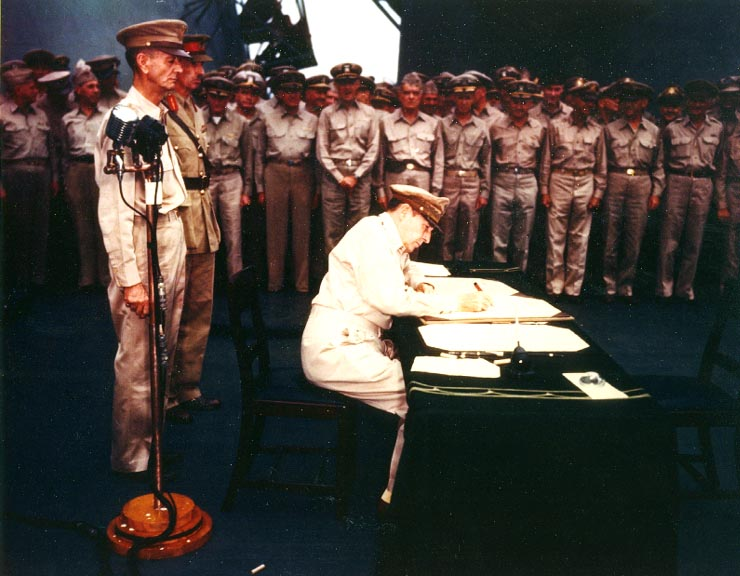
1945年9月2日，盟軍駐日最高司令道格拉斯·麥克阿瑟將軍（坐下者）在停泊於東京灣的「密蘇里號」上主持日方投降儀式。麥克阿瑟在降伏文書上簽字時，白思華站在其左後方見證；站在麥克阿瑟右後方的是前任盟軍駐菲律賓司令喬納森·溫萊特將軍

同年9月2日，由美方派出的盟軍駐日最高司令道格拉斯·麥克阿瑟將軍在停泊於東京灣的「密蘇里號」上主持日方投降儀式，儀式中白思華與溫萊特一同站在麥克阿瑟背後，見證他在降伏文書上簽字。後來，麥克阿瑟又將他用於簽署條文的鋼筆送給白思華留念。9月3日，白思華和溫萊特跟隨麥克阿瑟轉到菲律賓見證日軍在當地投降，而帶領日軍投降的山下奉文將軍，正是當年率兵攻佔新馬、並且接受白思華投降的同一人。至於白思華向日軍投降當天、投降隊伍步往武吉知馬期間所掌的英國國旗，則於同年9月12日由盟軍東南亞戰區最高司令蒙巴頓勳爵主持的新加坡受降儀式中再一次升起。
白思華於1945年9月返回英國後，立即著手撰寫呈交予陸軍部有關於新馬淪陷的報告書，但報告書後來經英國政府修訂，並且遲至1948年2月才告出版。在這份《白思華報告書》（The Percival Report）當中，白思華提及新加坡華人未有團結抗日，部份華人甚至於向日方提供協助，有關言論隨即在新加坡引起了軒然大波，更被輿論猛烈批評他歪曲史實、侮辱華人的抗戰功勞、而且有將英軍戰敗諉過於華人之嫌。多名華人代表如林漢河爵士和陳振傳等也指出，新加坡的華人代表在日本侵襲首天已支持號召所有華人抗戰，但政府卻多次婉拒招募華人入伍的建議，也不願向華民分發武器以協助防衛，加上政府封鎖消息，華民也無法掌握戰事的最新發展。戰事期間，新加坡華人參與了交通運輸、招募勞工、救濟難民和宣傳抗戰等方面的支援工作，後來英軍又收編星華義勇軍，並非如白思華所說沒有團結抗日，甚至於時任新加坡總督詹遜爵士也強調當時新加坡華人確實奮力捍衛鄉土，同意報告書確有不當之處。白思華後來雖然表示他接受華人的抗議，又認為華人的看法有其根據，但卻以有關爭議並不屬於報告書的範疇而決定不作跟進。
1949年，白思華又出版名為《馬來亞戰爭》（The War in Malaya）的回憶錄，他在書中誇大日軍兵力，指英兵大多安於逸樂，並把英軍戰敗歸咎於日本的海、空和坦克優勢，以及「英聯邦本身沒有準備就緒......未能為戰爭作好準備」。可是，這本回憶錄也無助於洗脫他在馬來亞一役所受的批評，鑑於他在新加坡投降一事深入民心，使他在英國長時間地被一些評論貶抑，並把他與馬來亞淪陷連上關係，認為他要就英方戰敗負上責任，而有別於其他一般的陸軍中將，白思華從沒有獲得英廷冊封成為爵士。
1946年，白思華以名譽陸軍中將軍階從軍中退休，但只能以實任陸軍少將的身份領取長俸。雖然受到外界的不少批評，但他曾經淪為日本戰俘的經歷始終獲得一定尊重，這使他得以在退休後擔任遠東戰俘協會（Far East Prisoners of War Association）終身主席，負責爭取為其他遠東的盟軍戰俘爭取賠償。經過多番努力，協會最終爭取獲得總值500萬英鎊遭凍結的日本資產作為對戰俘的補償。有關資產隨後由他擔任主席的遠東戰俘協會福利信託負責分發。1957年，以二戰時期東南亞為背景的荷里活電影《桂河橋》上演，白思華等退伍軍人不滿電影內容情節失實而提出抗議，成功爭取在電影影片當中加入劇情純粹虛構的聲明。
白思華從軍中退休後定居於家鄉赫特福德郡威德福德（Widford）布拉德斯（Bullards），並擔任多項名譽職務，當中包括在1949年至1954年擔任本地陸軍第479（赫特福德郡義勇騎兵隊）重型防空軍團榮譽上校、1951年起獲任命為赫特福德郡副郡尉、以及於1950年至1955年擔任柴郡軍團上校。他的兒子詹姆士·珀西瓦爾准將（Brigadier James Percival）後來也曾於1992年至1999年擔任柴郡軍團上校。晚年的白思華又任赫特福德郡英國紅十字會會長，1964年獲頒OStJ勳銜。
1966年1月31日，白思華在英國倫敦英皇愛德華七世軍官醫院逝世，終年78歲。其喪禮於倫敦聖馬田教堂由前任聖公會新加坡主教倫納德·威爾遜（Leonard Wilson）主持，遺體隨後安葬於家鄉赫特福德郡。新加坡福康寧有小徑白思華路（Percival Road）作為紀念。

## 個人生活
白思華於1927年7月27日在英國倫敦布朗普頓（Brompton）的聖三一堂迎娶瑪格麗特·伊麗莎白·「貝蒂」·麥格雷戈·格里爾（Margaret Elizabeth "Betty" MacGregor Greer，約1897年－1953年）為妻。貝蒂是北愛爾蘭泰隆郡杜利拉岡莊園（Tullylagan Manor）的新教麻布商托馬斯·麥格雷戈·格里爾（Thomas MacGregor Greer）的女兒。白思華在愛爾蘭任職的時候認識貝蒂，兩人育有一女一子，女兒多琳達·馬格麗·珀西瓦爾（Dorinda Margery Percival）生於倫敦格林威治，後來成為鄧利思勳爵夫人（Lady Dunleath）；兒子艾爾弗雷德·詹姆士·麥格雷戈·珀西瓦爾（Alfred James MacGregor Percival）在新加坡出生，後來曾於英國陸軍任職。
白思華生前熱衷於體育活動，興趣包括馬球、網球、木球、曲棍球和壁球，曾經是倫敦紳士會所初級聯合軍事會（Junior United Service Club）會員。

## 部份著作
- "Supplement to Issue 38215: Operations of Malaya Command, From 8th December, 1941 to 15th February, 1942 （页面存档备份，存于）", London Gazette, 20 February 1948, pp.1245–1346.
  - （直譯：〈第38215號副刊：1941年12月8日至1942年2月15日馬來亞司令部之行動〉，《倫敦憲報》，1948年2月20日，頁1245至1346。）
- The War in Malaya （页面存档备份，存于）. London: Eyre & Spottiswoode, 1949. 
  - （直譯：《馬來亞戰爭》。倫敦：艾爾及斯波蒂斯伍德出版，1949年。）

## 榮譽

### 殊勳
- 以下列出榮譽全稱及縮寫：^ 
  - 軍功十字勳章（M.C.） （1916年11月14日[9]）
  - 英勇十字勳章 （法國，1918年[17]）
  - 傑出服務勳章（D.S.O.） （1918年9月13日[19]）
  - 傑出服務勳章橫條（D.S.O.*） （1920年1月20日[21]）
  - 英帝國官佐勳章（軍事）（O.B.E. (Mil.)） （1921年1月17日[23]）
  - 巴斯同袍勳章（軍事）（C.B. (Mil.)） （1941年英皇壽辰授勳名單[46]）
  - 副郡尉（D.L.） （1951年12月18日[102]）
  - 聖約翰官佐勳章（O.St.J.） （1964年6月26日[105]）

### 以他命名的事物
- 白思華路（Percival Road）：位於新加坡福康寧山上一條小徑。[107]

## 注腳
1. ↑  Taylor (1975), p. 657.
2. 1 2  Morris (1979), p. 452.
3. ↑  Smyth (1971)
4. 1 2 3 4 5 6 7 8 9 10 11 12 13 14 15 16 17 18 19 20 21 22 23 24 25 26 27 28 29 30 31 32 33 34 35 36 37 38 39 40 41 42 43 44 45 46  Stern (2004)
5. ↑  Smyth (1971), p. 14.
6. ↑  Kinvig (1996), p. 5.
7. ↑  Smith (2005), p. 23.
8. ↑  . London Gazette (Supplement). 2 February 1915: 1176–1179  [18 February 2008].
9. 1 2  . London Gazette (Supplement). 14 November 1916: 11044–11063  [18 February 2008].
10. ↑  . London Gazette. 13 October 1916: 9864  [18 February 2008].
11. ↑  . London Gazette (Supplement). 27 April 1917: 4042  [18 February 2008].
12. ↑  . London Gazette (Supplement). 12 April 1918: 4550  [18 February 2008].
13. ↑  . London Gazette (Supplement). 8 November 1918: 13282  [18 February 2008].
14. ↑  . London Gazette (Supplement). 26 November 1918: 14044  [18 February 2008].
15. ↑  . London Gazette (Supplement). 7 March 1919: 3257  [18 February 2008].
16. ↑  . London Gazette (Supplement). 18 February 1921: 1434  [18 February 2008].
17. 1 2  Smith (2005), p. 24.
18. ↑  . London Gazette (Supplement). 31 December 1918: 15–16  [18 February 2008].
19. 1 2  . London Gazette (Supplement). 13 September 1918: 10871  [18 February 2008].
20. ↑  Keegan (1999), p. 257.
21. 1 2  . London Gazette (Supplement). 20 January 1920: 923  [18 February 2008].
22. ↑  Burns (19 April 1998)
23. 1 2  . London Gazette (Supplement). 15 February 1921: 1361  [18 February 2008].
24. ↑  Coogan (1990), p. 146.
25. ↑  Thompson (2005), pp. 69-70.
26. ↑  Sheehan (2005), p. 167.
27. ↑  . London Gazette. 26 January 1923: 608  [18 February 2008].
28. ↑  . London Gazette. 1 May 1925: 2921  [18 February 2008].
29. ↑  . London Gazette. 26 February 1929: 1345  [18 February 2008].
30. ↑  . London Gazette. 4 January 1929: 152  [18 February 2008].
31. ↑  Thompson (2005), p. 71.
32. ↑  . London Gazette. 15 July 1932: 4627  [18 February 2008].
33. ↑  . London Gazette. 13 March 1936: 1657  [18 February 2008].
34. ↑  . London Gazette. 30 September 1938: 6139–6140  [18 February 2008].
35. 1 2 3  Diamond (2015), p. 117.
36. ↑  Hack and Blackburn (2004), p. 39.
37. ↑  Kinvig (1996), p. 106.
38. 1 2  Ong (1997), p. 70.
39. 1 2 3  Wee (retrieved on 26 August 2015)
40. 1 2  Percival (1949), Chapter 1.
41. ↑  . London Gazette. 19 April 1938: 2594  [18 February 2008].
42. ↑  . London Gazette (Supplement). 23 February 1940: 1151  [18 February 2008].
43. ↑  . London Gazette (Supplement). 21 May 1940: 3091  [18 February 2008].
44. ↑  . London Gazette (Supplement). 9 July 1940: 4273  [18 February 2008].
45. 1 2  Percival (1949), Chapter 2.
46. 1 2  . London Gazette (Supplement). 27 June 1941: 3735–3736  [18 February 2008].
47. ↑  . London Gazette (Supplement). 9 May 1941: 2731  [18 February 2008].
48. 1 2 3 4 5 6  Ho (retrieved on 26 August 2015)
49. 1 2 3  Leasor (2001), pp. 15-16.
50. ↑  Leasor (2001), p. 146.
51. 1 2  Percival (1949), Chapter 3.
52. ↑  Farrell and Hunter (2009), p. 201.
53. ↑  Percival (1949), Chapter 4.
54. 1 2  Maechling (2000), pp. 41-47.
55. 1 2  Middlebrook and Mahoney (1977), p. 42.
56. ↑  Percival (1949), Chapter 7.
57. 1 2 3 4 5 6 7 8  Diamond (2015), p. 118.
58. 1 2 3  Allen (1993), pp. 92-100.
59. 1 2 3  Allen (1993), pp. 101-107.
60. ↑  Leasor (2001), pp. 195-197.
61. ↑  Percival (1949), Chapter 9.
62. ↑  Leasor (2001), p. 218.
63. 1 2 3 4  Allen (1993), pp. 175-176.
64. ↑  Palenski (2011), p. 246.
65. ↑  Warren (2002), p. 265.
66. ↑  Allen (1993), p. 182.
67. ↑  Hall (1983), p. 193.
68. ↑  Warren (2006), p. 266.
69. 1 2 3  Wigmore (1957), p. 382.
70. ↑  Thompson (2005), pp. 9 & 424.
71. ↑  Leasor (2001), p. 235.
72. ↑  Thompson (2005), p. 182.
73. ↑  Dixon (1976), p. 143.
74. ↑  Thompson (2005), p. 414.
75. ↑  Thompson (2005), p. 430.
76. ↑  Kinvig (1996), p. 47.
77. ↑  Kinvig (2002), p. 242.
78. 1 2  Warren (2002), p. 29.
79. ↑  Kinvig (2002), p. 241.
80. ↑  Gilchrist (1992), p. 172.
81. ↑  Diamond (2015), p. 43.
82. ↑  "Lieutenant General Henry Gordon Bennett" (retrieved on 26 August 2015)
83. ↑  Allen (1993), p. 130.
84. 1 2  Wykeham (2004)
85. ↑  Percival (1949), Chapter 21.
86. ↑  Felton (2008), p. 82.
87. ↑  Kinvig (2002), p. 221.
88. ↑  MacArthur (2005), p. 188.
89. ↑  McNaughton (2006), p. 399.
90. ↑  "Dignitaries present at the Japanese Surrender" (retrieved on 26 April 2006)
91. ↑  Warren (2002), p. 286.
92. ↑  Morris (1979), p. 458.
93. ↑  . London Gazette (Supplement). 20 February 1948: 1245–1346  [18 February 2008].
94. ↑  〈總商會現董最後一炮，向白思華抗議〉（1948年2月28日）
95. ↑  〈僑領紛紛反駁白思華誹謗報告，政府不信華僑豈是華僑未盡衛土之責〉（1948年3月6日）
96. ↑  〈中華總商會董事會決向英方提出抗議，要求白思華中將正式向華僑道歉〉（1948年3月7日）
97. ↑  〈星總督亦承認白思華報告有不當〉（1948年3月18日）
98. ↑  〈白思華接受華僑抗議，認華僑論列係事實但非屬報告範圍〉（1948年3月25日）
99. ↑  . London Gazette. 27 August 1946: 4347  [18 February 2008].
100. ↑  MacArthur (2005), p. 442.
101. ↑  . London Gazette. 18 November 1949: 5465  [18 February 2008].
102. 1 2  . London Gazette. 18 December 1951: 6600  [18 February 2008].
103. ↑  . London Gazette (Supplement). 13 June 1950: 3037  [18 February 2008].
104. ↑  . London Gazette (Supplement). 6 January 1956: 208  [18 February 2008].
105. 1 2  . London Gazette. 26 June 1964: 5540–5542  [18 February 2008].
106. ↑  Smyth (1971), p. 296.
107. 1 2  Savage and Yeoh (2003), p. 300.
108. ↑  Who's Who 1935 (1935), p. 2620.

### 英文資料
- Who's Who 1935. London: A. & C. Black, 1935.
- Percival, Arthur E., The War in Malaya （页面存档备份，存于）. London: Eyre & Spottiswoode, 1949.
- Wigmore, Lionel, "Volume IV: The Japanese Thrust （页面存档备份，存于）", Australia in the War of 1939–1945. Series 1 – Army. Canberra: Australian War Memorial, 1957.
- Smyth, Sir John, Percival and the Tragedy of Singapore. London: MacDonald and Co., 1971.
- Taylor, A. J. P., English History 1914 - 1945. Oxford: Clarendon Press, 1975. ISBN 978-0-19821-715-2
- Dixon, Norman F., On the Psychology of Military Incompetence. New York: Basic Books, 1976. ISBN 978-0-46505-253-0
- Middlebrook, Martin, and, Mahoney, Patrick, Battleship: The Loss of the Prince of Wales and the Repulse. London: Allen Lane, 1977. ISBN 978-0-71391-042-1
- Morris, Jan, Farewell the Trumpets: An Imperial Retreat. New York: Penguin Books, 1979. ISBN 978-0-14004-928-2
- Hall, Timothy, The Fall of Singapore. North Ryde: Methuen Australia, 1983. ISBN 978-0-45400-433-5
- Coogan, Tim Pat, Michael Collins: A Biography. London: Hutchinson, 1990. ISBN 978-0-09174-106-8
- Gilchrist, Sir Andrew, Malaya 1941: The Fall of a Fighting Empire. Robert Hale, 1992. ISBN 978-0-70904-684-4
- Allen, Louis, Singapore 1941-1942. Portland, Or.: Frank Cass, 1993. ISBN 978-1-13519-418-5
- Kinvig, Clifford, Scapegoat: General Percival of Singapore. Washington: Brassey's, 1996. ISBN 978-1-85753-171-8
- Ong, Chit Chung, Operation Matador: Britain's War Plans Against The Japanese, 1918-1941. Singapore: Times Academic Press, 1997. ISBN 978-9-81210-095-5
- Burns, John, "Tom Barry 'lied about massacre'", Sunday Times, 19 April 1998.
- Keegan, John, Churchill's Generals. London: Abacus, 1999. ISBN 978-0-34911-317-3
- Maechling, Charles. "Pearl Harbor: The First Energy War", History Today, December 2000, pp. 41–47.
- Leasor, James, Singapore: The Battle that Changed the World. London: House of Stratus, 2001. ISBN 978-0-75510-039-2
- Kinvig, Clifford, "General Percival and the Fall of Singapore", Sixty Years On: The fall of Singapore Revisited. Singapore: Eastern Universities Press, 2002.
- Warren, Alan, Singapore 1942: Britain's Greatest Defeat. London: Hambledon and London, 2002. ISBN 978-1-85285-328-0
- Savage, Victor R., and, Yeoh, Brenda S. A., Toponymics: A Study of Singapore Street Names. Singapore : Eastern Universities Press, 2003. ISBN 978-9-81210-205-8
- Hack, Karl, and, Blackburn, Kevin, Did Singapore Have to Fall? Churchill and the Impregnable Fortress. New York: RoutledgeCurzon, 2004. ISBN 978-0-41530-803-8
- Stern, Roger T., "Percival, Arthur Ernest （页面存档备份，存于）", Oxford Dictionary of National Biography. Oxford: Oxford University Press, 2004. (Electronic version. Subscription required)
- Wykeham, Peter, and, revised by, Ofcansky, Thomas Paul, "Popham, Sir (Henry) Robert Moore Brooke （页面存档备份，存于）", Oxford Dictionary of National Biography. Oxford: Oxford University Press, 2004. (Electronic version. Subscription required)
- MacArthur, Brian, Surviving the sword: Prisoners of the Japanese in the Far East, 1942-45. New York: Random House, 2005. ISBN 978-1-40006-413-7
- Sheehan, William, British Voices from the Irish War of Independence 1918-1921: The Words of British Servicemen Who Were There. Cork: Collins Press, 2005. ISBN 978-1-90346-489-2
- Smith, Colin, Singapore Burning: Heroism and Surrender in World War II. London: Viking, 2005. ISBN 978-0-67091-341-1
- Thompson, Peter, The Battle for Singapore: The True Story of Britain's Greatest Military Disaster.  	London: Portrait, 2005. ISBN 978-0-74995-068-2
- McNaughton, James C., Nisei linguists: Japanese Americans in the Military Intelligence Service during World War II. Washington, DC: Dept. of the Army, 2006. ISBN 978-0-16072-957-7
- "Dignitaries present at the Japanese Surrender", Battleship Missouri Memorial: An American Hero, retrieved on 29 April 2006.
- Felton, Mark, The Coolie Generals. Barnsley, England: Pen & Sword Military, 2008. ISBN 978-1-84415-767-9
- Farrell, Brian, and, Hunter, Sandy, A Great Betrayal: The Fall of Singapore Revisited. Singapore: Marshall Cavendish, 2009. ISBN 978-9-81443-546-8
- Palenski, Ron, How We Saw the War: 1939-1945 Through New Zealand Eyes. Sydney, N.S.W.: Read How You Want, 2011. ISBN 978-1-45962-797-0
- Diamond, Jon, The Fall of Malaya and Singapore: Rare Photographs from Wartime Archives. Barnsley, S. Yorkshire: Pen & Sword Military, 2015. ISBN 978-1-47385-471-0
- Ho, Stephanie, "Battle of Singapore （页面存档备份，存于）", Singapore Infopedia, retrieved on 26 August 2015.
- Wee, Michael, "Arthur E. Percival （页面存档备份，存于）", Singapore Infopedia, retrieved on 26 August 2015.
- "Lieutenant General Henry Gordon Bennett （页面存档备份，存于）", Australian War Memorial, retrieved on 26 August 2015.

### 中文資料
- 〈總商會現董最後一炮，向白思華抗議 （页面存档备份，存于）〉，《南洋商報》第五頁，1948年2月28日。
- 〈僑領紛紛反駁白思華誹謗報告，政府不信華僑豈是華僑未盡衛土之責〉，《南洋商報》第五頁，1948年3月6日。
- 〈中華總商會董事會決向英方提出抗議，要求白思華中將正式向華僑道歉 （页面存档备份，存于）〉，《南洋商報》第五頁，1948年3月7日。
- 〈星總督亦承認白思華報告有不當〉，《南洋商報》第五頁，1948年3月18日。
- 〈白思華接受華僑抗議，認華僑論列係事實但非屬報告範圍 （页面存档备份，存于）〉，《南洋商報》第五頁，1948年3月25日。

## 延伸閱讀
- Barry, Tom, Guerilla Days in Ireland: A First-Hand account of the Black and Tan War (1919-1921). New York: Devin-Adair Co., 1956.
- Kirby, S. Woodburn, Singapore: The Chain of Disaster. New York, Macmillan, 1971.
- McIntyre, W. David., The Rise and Fall of the Singapore Naval Base, 1919-1942. Hamden, Conn.: Archon Books, 1979. ISBN 978-0-20801-835-9
- Murfett, Malcolm H., Between Two Oceans: A Military History of Singapore from First settlement to Final British Withdrawal. Oxford: Oxford University Press, 1999. ISBN 978-0-19588-482-1
- Bose, Romen, Secrets of the Battlebox: The History and Role of Britain's Command HQ during the Malayan Campaign. Singapore: Marshall Cavendish Editions, 2005. ISBN 978-9-81261-064-5

## 外部連結
- 英國國家檔案館：白思華館藏 （页面存档备份，存于）

| 军职                       | 军职                            | 军职                       |
| -------------------------- | ------------------------------- | -------------------------- |
| 前任者： 萊昂內爾·龐德爵士 | 馬來亞陸軍總司令 1941年－1942年 | 繼任者： 無 （新加坡淪陷） |